# بدادون

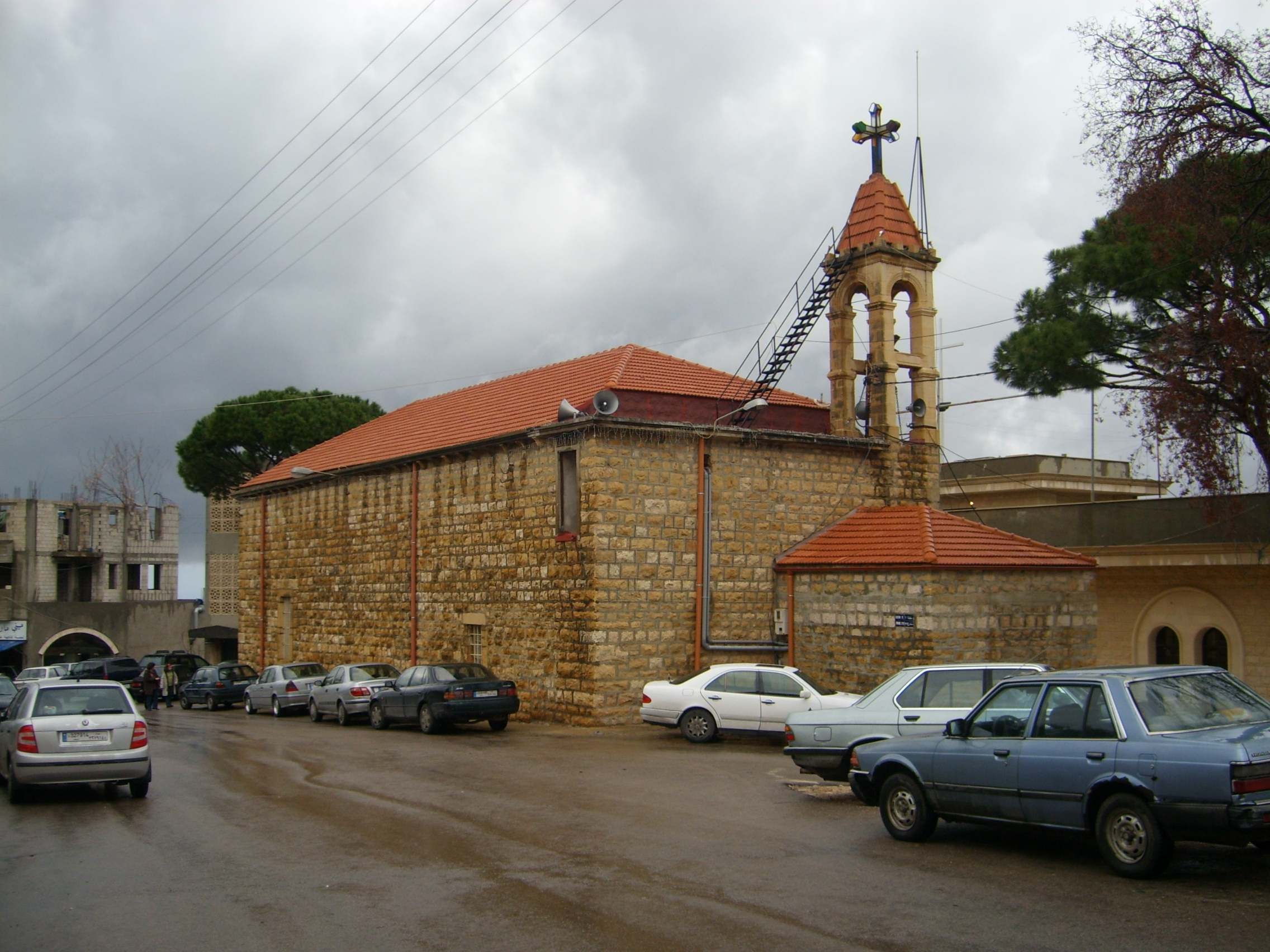
كنيسة سانت ماري في بدادون

بدادون هي قرية لبنانية من قرى قضاء عاليه في محافظة جبل لبنان. ويقدر عدد سكانها بنحو 3,000 نسمة. وترتفع 490 متر عن سطح البحر وتبعد نحو 15 كم عن العاصمة بيروت

## أعلام
- صباح